# Estadio Corona (TSM)
El Nuevo Estadio Corona es un estadio de fútbol ubicado en la ciudad de Torreón, Coahuila, México. Es sede de los partidos como local del Club Santos Laguna, equipo que milita en la Primera División de México. Forma parte del Territorio Santos Modelo, un complejo de carácter deportivo, educativo, religioso y de entretenimiento.
Durante sus primeros años, el estadio heredó el mote de «La Casa del Dolor Ajeno», pero en 2016 se decidió cambiarlo por «El Templo del Desierto».

## Instalaciones

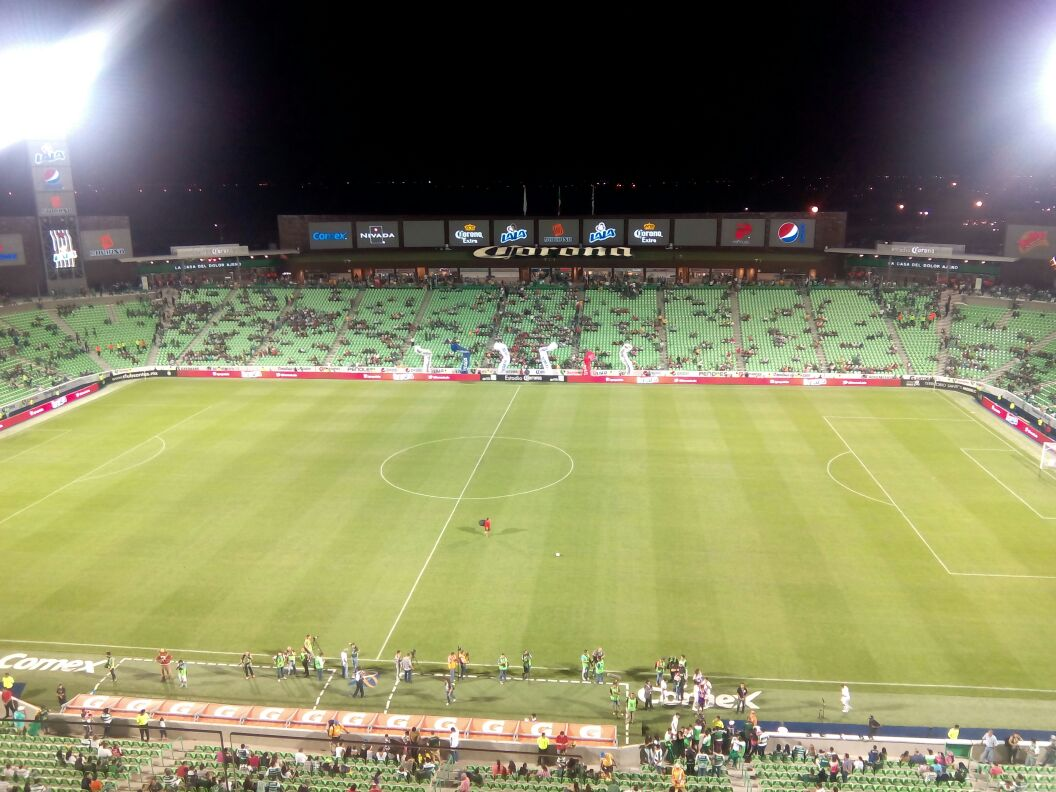
Estadio Corona.

El Estadio Corona es la parte más importante del complejo del Territorio Santos Modelo (TSM), que cuenta con las siguientes instalaciones:[cita requerida]
- Capacidad para 30 000 espectadores, distribuidos en 5 niveles y la posibilidad de expansión a 40 mil, en una segunda etapa.
- Consta de 112 suites y 2 superpalcos.
- Sala de prensa para 50 personas, palcos de prensa para 170 periodistas.
- Área para personas con capacidades diferentes.
- Salón de fiestas y eventos para 500 personas en Lounge Estrella.
- Gimnasio HOLOX, con vista a la cancha.
- Oficinas y estudios de TV Azteca Laguna.
- Restaurante La Chopería, Corona Club Bar y Corona Lounge.
- Auditorio.
- Sala de trofeos.
- Santos Shop
- 2 Vestidores principales y 2 preliminares.
- 3 Vestidores para árbitros.
- Oficina para Comisarios.
- Sala antidopaje.
- Camerino.
- Oficinas administrativas Club Santos Laguna.
- Casa Club para Fuerzas Básicas
- Pabellón Femenil

## Historia

### Antecedentes y construcción
El estadio fue presentado el 14 de noviembre de 2007 como parte del Territorio Santos Modelo y el 11 de febrero de 2008 la compañía HKS inició la obra con la limpia del terreno en donde se edificaría el complejo. Dos meses después, el 20 de abril de 2008, se dio la primera colada de cemento.
Sin embargo, fue el mismo año del inicio de su construcción que el TSM comenzó con problemas de carácter legal, el primer juicio en su contra es el número 510/2008, mismo que se tramitó ante el Tribunal Unitario Agrario del Sexto Distrito en la ciudad de Torreón, Coahuila, juicio que en la actualidad se encuentra en proceso de varios juicios de amparo promovidos por los afectados, de los que se destacan los amparos indirectos 710/2019 del Juzgado Sexto de Distrito en La Laguna y el 680/2019 del Juzgado Tercero de Distrito en La Laguna.

### Inauguración
La Inauguración del inmueble se realizó el 11 de noviembre de 2009 con un partido de fútbol entre el Club Santos Laguna y el Santos F.C.. Previamente a este partido hubo un concierto del cantante Ricky Martin para engalanar este magno evento, así también como un espectáculo de las porristas del equipo de fútbol americano New Orleans Saints. La declaración de Inauguración fue dada por el presidente de México Felipe Calderón en compañía del Gobernador de Coahuila, Humberto Moreira y del presidente de la FIFA, Joseph Blatter. Pablo Montero se encargó de entonar el Himno Nacional Mexicano antes de iniciar el partido. Pelé fue el encargado de dar la patada inaugural del recinto. Al medio tiempo del partido la fiesta fue galardonada con grandes futbolistas que formaron parte del club, al igual de jugadores reconocidos internacionalmente como: Jorge Campos, René Higuita, Franco Baresi, Gabriel Batistuta, George Weah, Enzo Francescoli y Bebeto.
El futbolista argentino del Santos Laguna, Matías Vuoso anotó al minuto 6' el primer gol histórico en el estadio, curiosamente el mismo que marcó el último del Estadio Corona original, Luego el brasileño Jean cerca del final empató 1-1, pero en tiempo de compensación Carlos Ochoa anotó el gol del triunfo por 2-1.
| Partido inaugural; 11 de noviembre del 2009, 19:00                 | Santos Laguna          | 2:1 (1:0) | Santos F. C. | Estadio Corona, Torreón                                             |                                                                     |
|                                                                    | Vuoso 6' · Ochoa 90+2' | Reporte   | Jean 88'     | Asistencia: 30 000 espectadores Árbitro(s): Marco Antonio Rodríguez | Asistencia: 30 000 espectadores Árbitro(s): Marco Antonio Rodríguez |
| Matías Vuoso anota el primer gol en el Estadio Corona al minuto 6. |                        |           |              |                                                                     |                                                                     |

### Copa Mundial Sub-17 de 2011

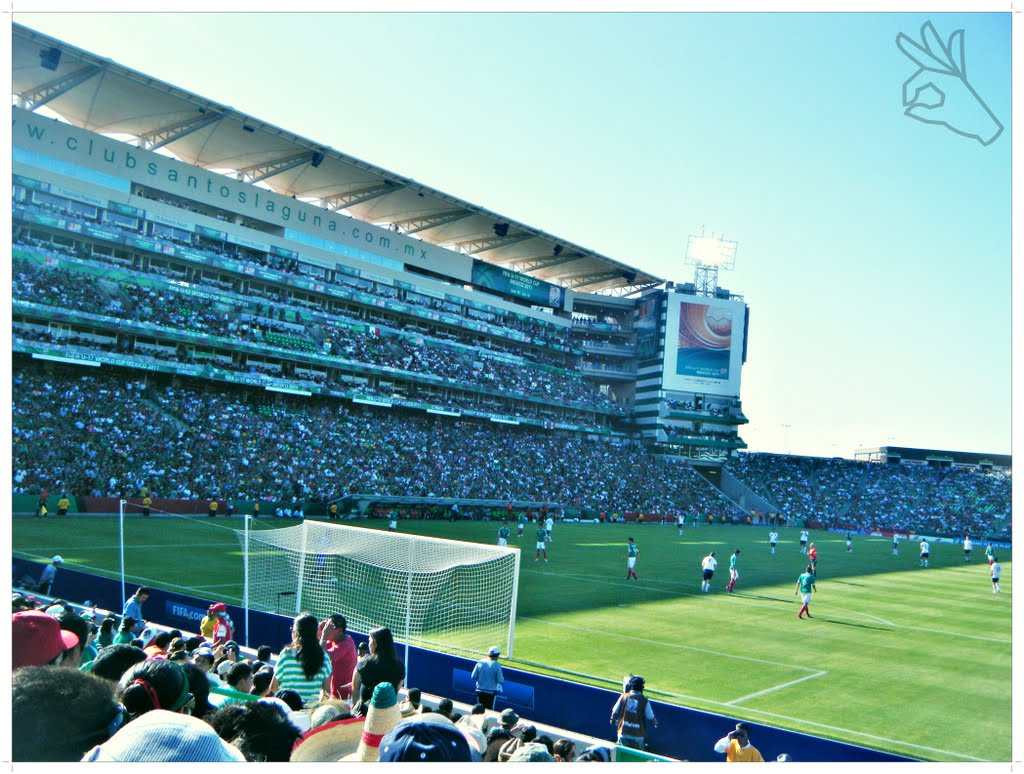
Partido de la Semifinal México vs. Alemania.

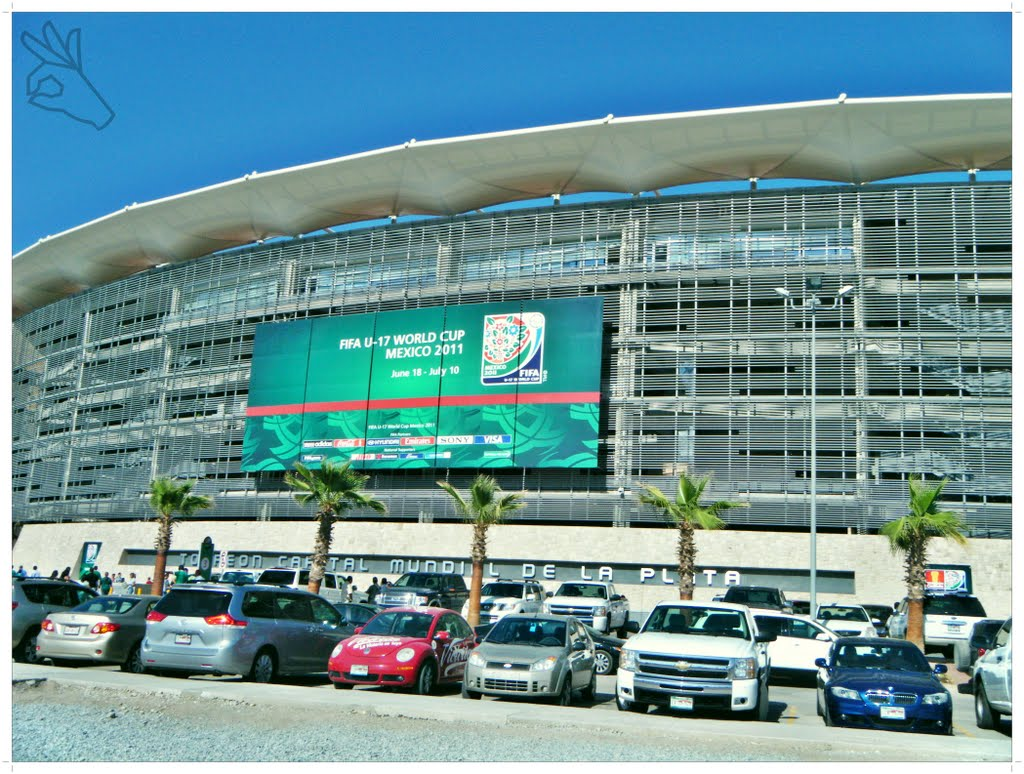
Fachada del estadio durante el mundial sub-17.

El estadio fue sede de la Copa Mundial de Fútbol Sub-17 de 2011, en donde la afición de la comarca lagunera le tomó mucho afecto a la Selección Nacional Sub-17 de Uzbekistán.
El estadio fue anfitrión de una histórica victoria de 3-2 de la Selección de México Sub-17 sobre Alemania, gracias al gol olímpico de Jonathan Espericueta y al gol de chilena de Julio Gómez que le dio el pase a la final de la Copa Mundial Sub-17 de 2011, a la postre México se coronaría campeón del mundo sub-17 venciendo 2-0 a Uruguay.

### Incidente
El 20 de agosto de 2011, cuando corría el minuto 40 del primer tiempo del partido entre Santos y Morelia de la jornada 6 del Torneo Apertura 2011, detonaciones de arma de fuego sonaron en las inmediaciones del estadio, atravesando varios cristales del recinto y provocando pánico entre la gente. Los espectadores en su parcialidad, optaron por ingresar al campo de juego a resguardarse, mientras los futbolistas buscaron refugio en los vestidores luego de que el árbitro Francisco Chacón detuviese el encuentro. Dado al suceso, el encuentro fue suspendido. 
Las autoridades informaron que el tiroteo se originó en la carretera Torreón-San Pedro, donde un convoy de tres camionetas se negaron a detenerse en un retén de la policía municipal de Torreón. Un policía municipal resultó herido como resultado del tiroteo.

## Partidos trascendentes
- El primer partido oficial en él se realizó el 15 de noviembre de 2009, entre el Santos Laguna y el Club América. El primero gol en partido oficial fue anotado por el paraguayo Salvador Cabañas, jugador del América, y el primer gol de un jugador del Santos fue anotado por el mexicano Carlos Ochoa. El resultado final del partido fue Santos Laguna 1-1 América.
- El primer partido de liguilla se jugó el día 22 de noviembre contra el Morelia, resultando un marcador de 2 goles por 1 a favor del Santos.
- Se han disputado tres partidos amistosos internacionales, el primero frente al Santos F.C., el segundo frente al DC United y el tercero frente al Gimnasia y Esgrima de la Plata.

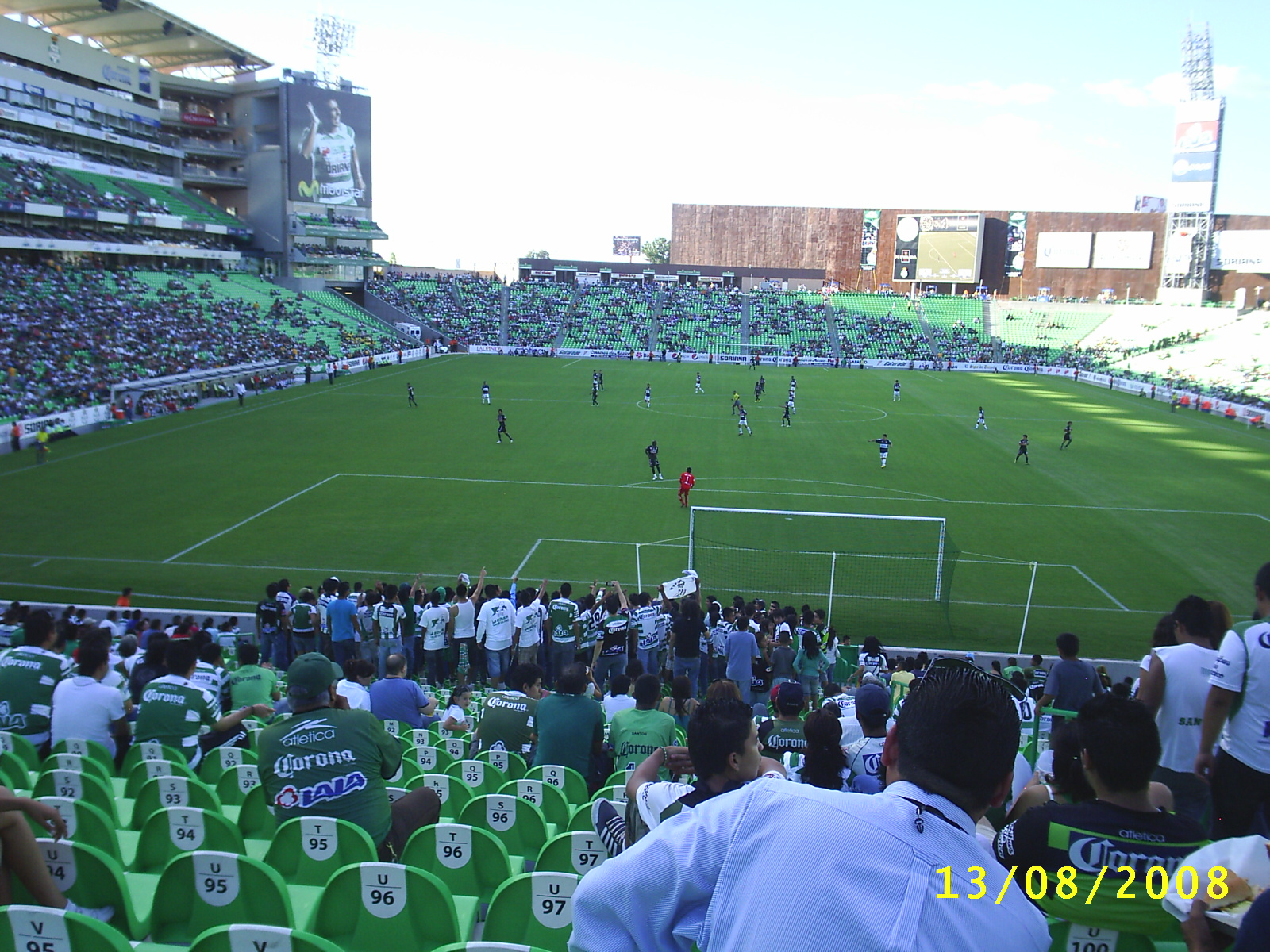
Partido amistoso entre Santos y Gimnasia y Esgrima.

- El 27 de marzo de 2010, la Selección de fútbol de México jugó por primera vez en el estadio en contra de Corea del Norte, victoria de 2-1.
- El 15 de mayo de 2010, Santos derrota 7-1 a Morelia, partido por la semifinal de vuelta del Torneo Bicentenario 2010. Es la mayor goleada en dicho recinto.
- El 11 de octubre de 2011 se disputó el primer partido internacional de la Selección de México en el escenario, contra la Selección de Brasil, derrota 1-2 con goles de Ronaldinho y Marcelo y un autogol del David Luiz.
- EL 25 de abril de 2012 se disputó la final de vuelta de la Liga de Campeones de la Concacaf donde Santos Laguna derrota por marcador de 2-1 al Club de Fútbol Monterrey, pero imponiéndose este último por marcador global de 3-2 y siendo así este el primer equipo en ser campeón en este recinto.
- Club Santos Laguna, campeón de liga por cuarta vez el 20 de mayo de 2012 venciendo 2-1 a Monterrey (3-2 en el global) con anotaciones de Oribe Peralta y Daniel Ludueña.
- Primera victoria en el estadio del Santos Laguna en Copa Libertadores, 1-0 ante Arsenal de Sarandí el 11 de febrero de 2014.
- El 16 de octubre de 2012 se disputó el primer partido internacional oficial de la Selección de México, de eliminatoria mundialista contra la selección salvadoreña, victoria mexicana de 2-0 con goles de Oribe Peralta y Javier Hernández.
- Cabe mencionar que la entidad rindió un homenaje en 2012 a aquellos directores técnicos más destacados que han llevado al club lagunero a la conquista del título en la era profesional y se colocaron en honor seis estrellas en las instalaciones del Estadio Corona.[16]
- El 4 de noviembre de 2014, Santos vence 4-2 en penales al Puebla y se proclama campeón de Copa por primera vez.[17]
- La Final de ida del Torneo Clausura 2015 se disputó el 28 de mayo, Santos Laguna venció 5-0 a Querétaro con póker de Javier Orozco y una anotación de Diego Gónzalez. Dicho resultado estableció el récord de la mayor ventaja en una final de ida (5 goles).[18] Tres días después Santos Laguna se coronaría pentacampeón de liga en Querétaro tras caer 3-0, pero ganando el global 5-3.[19]

## Finales disputadas
A pesar de ser uno de los estadios más nuevos de fútbol en México, ha albergado ocho finales de diferentes competiciones. En 5 se disputó el partido de ida, en 2 el de vuelta y otra final única de Copa.
Entre las ocho de ellas, cinco de liga, en cuatro se disputó el duelo de ida y solo en una ocasión el de vuelta. En donde el club local ha ganado tres veces, empatado y perdido en una vez. En torneos de copa, ha sido anfitrión de una final en el Apertura 2014, ganada por Santos Laguna 4-3 en penales al Puebla. En Liga de Campeones de la Concacaf, recibió un encuentro de ida y uno de vuelta. 

### Liga
| Ida - Santos Laguna 2 - 2 Toluca (Bicentenario 2010) - Santos Laguna 3 - 2 Monterrey (Apertura 2010) - Santos Laguna 0 - 1 Tigres (Apertura 2011) - Santos Laguna 5 - 0 Querétaro (Clausura 2015) - Santos Laguna 2 - 1 Toluca (Clausura 2018) - Santos Laguna 0 - 1 Cruz Azul (Guard1anes Clausura 2021) | Vuelta - Santos Laguna 2 - 1 Monterrey (Clausura 2012) |

### Copa México
- Santos Laguna 2 - 2 (4:3 pen.) Puebla F. C. (Apertura 2014)

### Liga de Campeones de la Concacaf
| Ida - Santos Laguna 0 - 0 C. F. Monterrey (2012-13) | Vuelta - Santos Laguna 2 - 1 C. F. Monterrey (2011-12) |

## Partidos internacionales
| Amistoso; 17 de marzo de 2010, 21:00 | México                     | 2:1 (0:0) | Corea del Norte   |                                                            |                                                            |
|                                      | Blanco 50' · Hernández 68' | Reporte   | Choe Kum-chol 56' | Asistencia: 30 000 espectadores Árbitro(s): Roberto Moreno | Asistencia: 30 000 espectadores Árbitro(s): Roberto Moreno |

| Amistoso; 11 de octubre de 2011, 20:30 | México                | 1:2 (1:0) | Brasil                       |                                                          |                                                          |
|                                        | David Luiz 10' (a.g.) | Reporte   | Ronaldinho 79' · Marcelo 83' | Asistencia: 30 000 espectadores Árbitro(s): Marlon Mejía | Asistencia: 30 000 espectadores Árbitro(s): Marlon Mejía |

| Clasif. Mundial 2014 - Cuadrangular; 16 de octubre de 2012 | México                      | 2:0 (0:0) | El Salvador |                                                          |                                                          |
| 20:00 (19:00 UTC-5)                                        | Peralta 63' · Hernández 85' | Reporte   |             | Asistencia: 30 000 espectadores Árbitro(s): Jafeth Perea | Asistencia: 30 000 espectadores Árbitro(s): Jafeth Perea |

| Liga de Naciones de la Concacaf 2022-23; 11 de junio de 2022 | México                                | 3:0 (2:0) | Surinam |                         |                         |
| 22:00 (21:00 UTC-5)                                          | Reyes 4' · Martín 40' · Sánchez 90+4' | Reporte   |         | Árbitro(s): Iván Barton | Árbitro(s): Iván Barton |

### Copa Mundial de Fútbol Sub-17 de 2011
| 19 de junio de 2011, 15:00 | Uzbekistán      | 1:4 (1:2) | Nueva Zelanda                     |                                                           |                                                           |
|                            | T. Khakimov 39' | Reporte   | Carmichael 10' 36' 53' · Vale 87' | Asistencia: 7 561 espectadores Árbitro(s): Helder Martins | Asistencia: 7 561 espectadores Árbitro(s): Helder Martins |

| 19 de junio de 2011, 18:00 | Estados Unidos                           | 3:0 (1:0) | República Checa |                                                        |                                                        |
|                            | Guido 5' · E. Rodríguez 52' · Koroma 89' | Reporte   |                 | Asistencia: 15 083 espectadores Árbitro(s): Diego Abal | Asistencia: 15 083 espectadores Árbitro(s): Diego Abal |

| 22 de junio de 2011, 15:00 | Estados Unidos | 1:2 (0:1) | Uzbekistán                            |                                                            |                                                            |
|                            | Koroma 47'     | Reporte   | Davlatov 13' · Makhstaliev 54' (pen.) | Asistencia: 4 133 espectadores Árbitro(s): Alexey Nikolaev | Asistencia: 4 133 espectadores Árbitro(s): Alexey Nikolaev |

| 22 de junio de 2011, 18:00 | República Checa | 1:0 (1:0) | Nueva Zelanda |                                                                   |                                                                   |
|                            | Julis 28'       | Reporte   |               | Asistencia: 10 105 espectadores Árbitro(s): Roberto García Orozco | Asistencia: 10 105 espectadores Árbitro(s): Roberto García Orozco |

| 25 de junio de 2011, 15:00 | Uruguay | 0:2 (0:1) | Inglaterra                 |                                                                  |                                                                  |
|                            |         | Reporte   | Chalobah 45' · Clayton 58' | Asistencia: 11 410 espectadores Árbitro(s): Ali Hamad Al-Badwawi | Asistencia: 11 410 espectadores Árbitro(s): Ali Hamad Al-Badwawi |

| 25 de junio de 2011, 18:00 | República Checa  | 1:2 (1:1) | Uzbekistán                        |                                                           |                                                           |
|                            | Julis 23' (pen.) | Reporte   | T. Khakimov 44' · Makhstaliev 73' | Asistencia: 14 673 espectadores Árbitro(s): Raymond Bogle | Asistencia: 14 673 espectadores Árbitro(s): Raymond Bogle |

Octavos de final
| 29 de junio de 2011, 15:00 | Uzbekistán                                                        | 4:0 (2:0) | Australia |                                                            |                                                            |
|                            | Makstaliev 11' · Khakimov 40' · Chapman 66' (a.g.) · Yarbekov 89' | Reporte   |           | Asistencia: 8.340 espectadores Árbitro(s): Víctor Carrillo | Asistencia: 8.340 espectadores Árbitro(s): Víctor Carrillo |

Semifinal
| 7 de julio de 2011, 18:00 | Alemania            | 2:3 (1:1) | México                                        |                                                        |                                                        |
|                           | Yesil 10' · Can 60' | Reporte   | Gómez 3' 90' · Espericueta 76' (Gol olímpico) | Asistencia: 26.086 espectadores Árbitro(s): Omar Ponce | Asistencia: 26.086 espectadores Árbitro(s): Omar Ponce |

## Conciertos y eventos masivos
- Ricky Martin (11 de noviembre de 2009)[20]

- Corona Music Fest 2010 (Jaguares, Zoé, Fobia) (26 de febrero de 2010)[21]

- Tito el Bambino 
  Banda el Recodo (11 de noviembre de 2010)[22]

- Corona Music Fest 2011 (Maldita Vecindad, Panteón Rococó, Los Amigos Invisibles, Kinky, Los Bunkers) (26 de marzo de 2011)[23]

- Luis Miguel (4 de abril de 2011)[24]

- Alejandro Fernández (11 de mayo de 2011)[25]

- Corona Music Fest 2012 (Molotov, Fobia, Sussie 4, Jumbo, Los Daniels, Quiero Club) (9 de junio de 2012)[26]

- Corona Music Fest 2013 (Panteón Rococó, El Gran Silencio, División Minúscula, DLD, IMS, Liquits) (13 de julio de 2013)[27]

- Emmanuel y Mijares (26 de octubre de 2013)[28]

- Xpilots by Monster Energy (7 de junio de 2014)[29]

- Corona Music Fest 2014 (Café Tacuba, Kinky, Los Ángeles Azules, Inspector, Jumbo, La Gusana Ciega, Boxer) (28 de junio de 2014)[30]

- Calle 13 (25 de octubre de 2014)[31]